# Вторгнення (фільм, 2006)
«Вторгнення» (англ. Breaking and Entering) — американський фільм режисера Ентоні Мінгелли 2006 року. Фільм отримав рейтинг R в рейтинговій системі MPAA (див. Система рейтингів Американської кіноасоціації): діти до 17 років дозволено перегляд тільки з батьками (за сексуальний зміст і лексику).

## Сюжет
Тричі ставши жертвою крадіжки зі взломом і зрозумівши, що на поліцію надії мало, ландшафтний архітектор Вілл Френсіс вирішує особисто вистежити злодія. Він і подумати не міг, що робить крок, який повністю змінить його життя. Адже злодієм виявляється син красуні вдови Аміри, боснійської біженки, яка зачіпає в душі нудного лондонця такі струни, про наявність яких той навіть не підозрював. Приховавши від неї факт кримінальної поведінки улюбленого сина, Вілл заводить знайомство з предметом свого раптового захоплення, передчуваючи, що їх дивні стосунки скоро дивним чином змінять його життя. Ось тільки є одна проблема: у Вілла є дружина і донька, яких він любить і зовсім не хоче робити їм боляче. Що ж, любов не злочин — але деколи вона так схожа на кару…

## У ролях
- Джуд Лоу — Вілл Френсіс
- Жульєт Бінош — Аміра Сіміч
- Робін Райт — Лів
- Ромі Абулафія — Оріт
- Рафі Гаврон — Мірсад «Міро» Сіміч
- Мартін Фріман — Сенді Гоффман
- Ед Вествік — Зоран
- Рей Вінстон — Бруно Фелла
- Віра Фарміґа — Оана
- О. Т. Фаґбенлі — Джо

## Цікаві факти
- Останній фільм Ентоні Мінгелли.

## Ланки
- Офіційний сайт (англійською) . Архів оригіналу за 17 квітня 2012. {{cite web}}: Cite має пустий невідомий параметр: |description= (довідка)

- «Вторгнення» на сайті IMDb (англ.)
- Вторгнення на сайті AllMovie (англ.)
- Вторгнення на сайті Box Office Mojo (англ.)